# Alantoides
El alantoides es una membrana extraembrionaria, originada como una extensión o evaginación del tubo digestivo primitivo del endodermo del embrión de reptiles, aves y mamíferos, situado caudalmente al saco vitelino. Inicialmente el alantoides circula al embrión entre el saco amniótico y el corion. Conforme avanza el desarrollo embrionario va disminuyendo de tamaño transformándose en un saco alargado originado en el tallo del cuerpo del embrión y forma parte del cordón umbilical. 

## Función del alantoides
En reptiles y aves, como los huevos de gallina, el alantoides tiene funciones respiratorias y excretoras, como depósito de desechos nitrogenados como el ácido úrico en forma de cristales que serán expulsados en el momento que la cría rompa la cáscara del huevo, por lo que adquiere un gran tamaño. En mamíferos sólo tiene funciones de excreción. Del alantoides surgen los vasos alantoideos y en humanos originarán los vasos umbilicales y las vellosidades coriónicas de la placenta. El alantoides y el corion fusionados forman la membrana corioalantoidea rica en vasos sanguíneos, que es la parte fetal de la placenta. En el embrión del pollo, la sangre contenida en estos vasos porta oxígeno y dióxido de carbono junto con otros desechos del embrión.

## Desarrollo del alantoides en humanos
La cloaca primitiva del embrión se encuentra en amplia comunicación con el alantoides. Entre la 4ª y la 7ª semana del desarrollo humano, la cloaca se divide en una porción posterior o conducto anorrectal, y una porción anterior o seno urogenital primitivo. Esta separación se debe al crecimiento de una cresta mesodérmica transversal que nace del ángulo que forman el alantoides y el intestino posterior. En el seno urogenital se distinguen dos partes. La superior y más voluminosa es la futura vejiga urinaria, en comunicación con el alantoides, que quedará reducido a un conducto obliterado desde el vértice de la vejiga definitiva, el uraco o, también denominado, ligamento umbilical medio. La parte más caudal y de menor tamaño, de configuración pseudotubular y denominada porción pélvica del seno urogenital, formará la uretra femenina y en el varón las porciones prostática y membranosa de la uretra.